# Pietro Perfetti

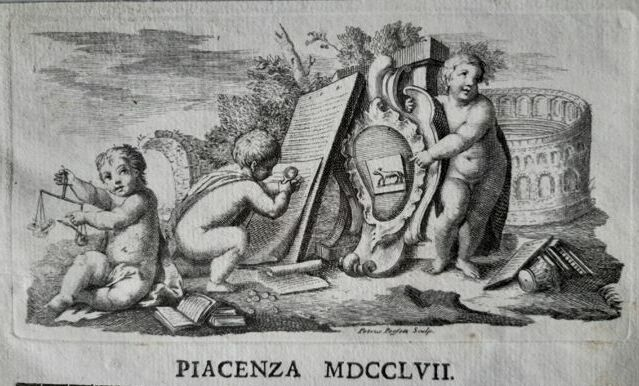
P. Perfetti, incisione in frontespizio Tomo Primo delle Memorie storiche della città di Piacenza

Pietro Perfetti (Piacenza, 29 giugno 1725 – Piacenza, 2 luglio 1770) è stato un incisore italiano.

## Biografia
Settimo figlio di Odoardo e di Angela Agnelli, nasce nella parrocchia di S. Ilario a Piacenza, dove il padre svolgeva l'attività di intagliatore e scultore insieme ai figli Francesco e Domenico. Nello “Status Animarum S. Ilarii” del 1729 è presente nella famiglia Perfetti, come “lavorante di anni 23”, lo scultore fiammingo Jan Geernaert, arrivato a Piacenza  nel marzo del 1727 dopo un viaggio di studio che lo aveva portato a Parigi, Firenze, Venezia e Roma . Il 17 novembre 1729 il Geernaert sposa Caterina Perfetti, la figlia primogenita di Odoardo,  diventa cognato di Pietro Perfetti e abita insieme a lui fino al 1734 quando si mette in proprio e si trasferisce nella vicina parrocchia di S. Alessandro.
Il giovane Pietro quindi viene allevato in un ambiente artistico e artigianale dove i primi maestri sono il padre, i fratelli e un cognato di grande talento artistico e dove acquista famigliarità con il disegno e con gli arnesi per l’intaglio. È certo che Pietro ebbe una buona istruzione in quanto nello “Status Animarum” del 1742 viene registrato come “chierico”; avendo ricevuto gli ordini minori è probabile che abbia frequentato la scuola elementare presso la propria parrocchia come usava a quel tempo e poi la scuola superiore presso il collegio dei Gesuiti di San Pietro a Piacenza ; sicuramente non frequentò l’università teologica perché ciò avrebbe comportato la sua assenza dalla famiglia per diversi anni.Da chi ebbe i primi insegnamenti dell’intaglio a bulino lo si legge nella “Cronaca” di don Giulio Gandini: si tratta di Antonio Friz, incisore tedesco chiamato alla corte del duca Farnese a Parma, autore fra l’altro di ritratti di personaggi importanti fra i quali il cardinale Giulio Alberoni.  Non è da escludere comunque che, prima di andare dal Friz, Pietro abbia appreso dal padre oltre che il disegno e la scultura anche la xilografica, tecnica molto vicina all’incisione a bulino.
L’attività incisoria del Perfetti come di qualsiasi altro incisore di quell’epoca è quasi totalmente un’attività di riproduzione di opere pittoriche o di disegni di altri artisti; in mancanza di altri strumenti di riproduzione delle immagini,  l’opera grafica era tanto più pregiata quanto più era fedele all’opera riprodotta. Per quanto riguarda la tecnica, il Perfetti usa quasi esclusivamente il bulino,  anche se altri incisori in quegli anni usavano l’acquaforte o, come insegnava il Ravenet all’Accademia di belle arti di Parma, una tecnica mista secondo la quale la lastra di rame viene incisa con l’acquaforte e poi rifinita con il bulino per potenziare gli effetti tridimensionali.

## Opere

### Le stampe a soggetto sacro
Le incisioni del periodo giovanile (la prima incisione datata è del 1742) riguardano principalmente immaginette a carattere devozionale; sono incisioni di piccolo formato, in maggior parte con l’immagine della Madonna con il Bambino,con o senza altri santi, nelle varie denominazioni mariane: del rosario, del buon consiglio, del popolo, della consolazione, del carmelo e altre . La diffusione delle immaginette rientrava principalmente nell’attività delle congregazioni che provvedevano ad affidare all’incisore l’incarico di produrre la lastra e di stampare un certo numero di esemplari .. Le immaginette del Perfetti riproducono anche il Cristo,l’Angelo Custode e i santi venerati nelle chiese della città: S. Vincenzo, S. Giuseppe, S. Filippo Neri, S. Savino, S. Antonino, S. Ignazio, S. Rocco, S. Teresa, S. Agata, S. Brigida, S. Raimondo, S. Rita, S. Franca  e altri. Tutte le immagini portano una didascalia con il nome del santo e il suo specifico ruolo di intercessione o di protezione. In alcuni santini compare la scritta “sumptibus” seguita da un nome ad indicare che l'incisione è stata pagata con i frutti di una colletta o per iniziativa di un devoto. 
Una caratteristica di queste immaginette votive è che in molte non compare il nome dell’autore del dipinto o del disegno da cui sono tratte. Alcune incisioni del Perfetti sono desunte da statue del cognato Geernaert come la Santa Marta scolpita nel 1753 per la chiesa di Casalpusterlengo.
Altre stampe a soggetto sacro prodotte dal Perfetti sono di medio formato perché destinate ad essere messe in cornice e appese negli ambienti dei collegi, come il “ Crocefisso”  o “S. Ignazio” per il collegio dei gesuiti della chiesa di S. Pietro o la “S. Brigida” per il collegio delle Orsoline.
Dal 1760 al 1762 troviamo il Perfetti a Parma per la realizzazione dei disegni e delle relative incisioni, di grande formato,  degli affreschi del Correggio del Duomo parmense, commissionate dal vescovo Camillo Marazzani non a scopo devozionale, ma piuttosto con funzione documentaria essendo destinate ad entrare nella sua collezione di stampe.

### Le illustrazioni dei libri

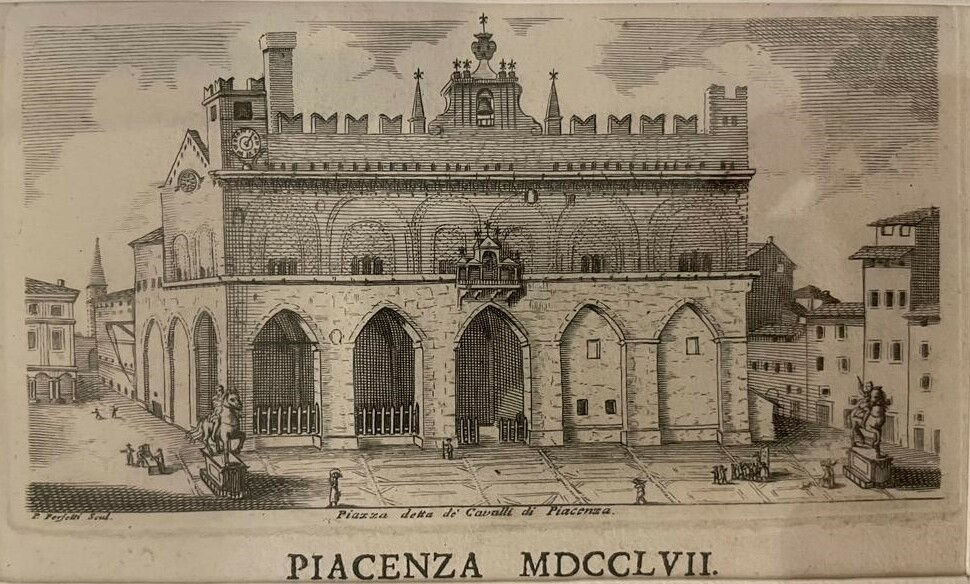
P. Perfetti, incisione in frontespizio Tomo Secondo delle Memorie storiche della città di Piacenza

Nel 1745, a 20 anni, il Perfetti realizza per lo stampatore piacentino Balzachi l’incisione Tempio della Gloria su disegno degli architetti Dosi e Cervini. Si tratta dell’illustrazione della macchina pirotecnica, da allegare alla relazione sui festeggiamenti per il giuramento di fedeltà della Comunità Piacentina ad Elisabetta Farnese regina delle Spagne e duchessa di Piacenza e di Parma ecc. È di questo periodo anche la riproduzione delle fasi della Battaglia tra franco-spagnoli e tedeschi.
Nel 1746 la stamperia Balzachi viene rilevata dal’abate letterato Luigi Bernardo Salvoni che introduce nell’editoria alcune importanti innovazioni: riduce il formato dei libri per renderli più maneggevoli e li abbellisce con un’incisione,  in antiporta o in frontespizio,  relativa all’autore del libro o al personaggio a cui è dedicato, scegliendo l’incisione su rame al posto delle meno raffinate xilografie. Nel 1748 il Salvoni affida al Perfetti l’incarico per l’antiporta di un volume su S. Margherita da Cortona la cui immagine viene presa dal dipinto del piacentino Venceslao Carboni. In seguito gli chiede una serie di ritratti per altri libri: Metastasio, Camillo Zampieri, Filippo Adami, del poeta Guido Riuiera, del fisico Vittore Vettori, del vescovo Gherardo Zandemaria; delle nobildonne piacentine Cecilia Douglas Scotti, Bradamante Scotti, Anna Pallavicini, Anna Maria Anguissola e dei regnanti Francesco I Farnese, Filippo di Borbone, Isabella Maria Borbone. Non mancano i personaggi come Artaserse nell’antiporta del dramma teatrale composto dallo stesso Salvoni, poi ci sono le immagini di Epicuro, Plinio il Vecchio, Semiramide, Demetrio.

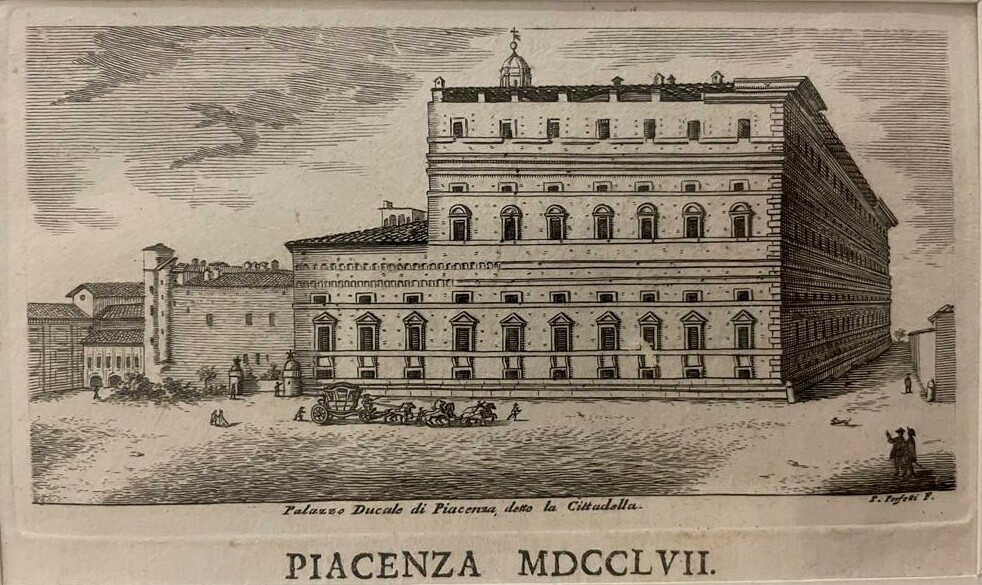
P. Perfetti, incisione in frontespizio Tomo Terzo delle Memorie storiche della città di Piacenza

Dal 1757 al 1765, il Perfetti collabora con lo stampatore vescovile Giacopazzi che si era aggiudicato la pubblicazione dei dodici volumi delleMemorie storiche della città di Piacenza dello storico piacentino Cristoforo Poggiali. Lo stampatore si rivolge al Perfetti incaricandolo di predisporre delle incisioni che impreziosissero i volumi e richiamassero la storia di Piacenza attraverso i suoi monumenti. Il Perfetti disegnò e incise l’allegoria dello studio della storia per il primo tomo, 11 vedute di palazzi per gli altri volumi e 13 capilettera con miniature di chiese cittadine. 
Nel 1764 il Perfetti fornisce allo stampatore ducale Andrea Bellici, succeduto al Salvoni che si era trasferito a Parma presso la corte, una lastra riguardante il Catafalco per il funerale di Leopoldo d’Assia e successivamente fornisce alcune lastre relative a due libri “da cerimonia” pubblicati nel 1769:
Il primo libro  Il Congresso negli Elisi, edito da Andrea Bellici Salvoni, è un poema per le nozze di Ferdinando infante di Spagna e Maria Amalia arciduchessa d’Austria. La stampa più complessa è per l’antiporta; si tratta di una composizione allegorica che riproduce un disegno di Pietro Ferrari, professore di disegno dell’Accademia parmense. le altre riguardano il frontespizio, lo stemma e il finalino.
Il secondo libro si intitola Feste celebrate in Parma, pubblicato dalla stamperia reale di Parma, sempre per le nozze fra Ferdinando e Maria Amalia. Qui il Perfetti deve lavorare su disegni dell’architetto di corte Ennemond Petitot  in armonia con altri incisori: B. Bossi, G. Volpato, Patrini, J. Ravenet, Zuliani e Baratti; due incisioni riguardano le piante geometriche del  “Boschetto d’Arcadia” e della “Fiera Chinese” mentre la terza riproduce il costume scenico del “cavaliere della quadriga color porpora”